# Chemnitzion
Chemnitzion is een geslacht van uitgestorven temnospondyle Batrachomorpha (basale 'amfibieën') dat behoort tot de Zatracheidae. Het leefde in het Vroeg-Perm (ongeveer 291 - 289 miljoen jaar geleden) en zijn fossiele overblijfselen zijn gevonden in Europa.

## Naamgeving
Bij Chemnitz-Hilbersdorf werd op 11 november 2010 door Marcel Hübner het skelet gevonden van een basale batrachomorf. Het werd geprepareerd door Georg Sommer.
In 2022 werd de typesoort Chemnitzion richteri benoemd en beschreven door Ralf Werneburg, Florian Witzmann, Joerg W. Schneider en Ronny Rößler. De geslachtsnaam verwijst naar Chemnitz. De soortaanduiding eert de amateurpaleontoloog Fred Richter.
Het holotype is MNfC-TA0949a, b, een skelet met schedel op plaat en tegenplaat. Het ligt in verband maar schoudergordel en staart ontbreken. Het is gevonden in een laag van de Leukersdorfformatie die dateert uit het Cisuralien, op de grens tussen het Sakmarien en Artinskien, 290 miljoen jaar oud.

## Beschrijving
Chemnitzion werd zo'n twintig centimeter lang.
Chemnitzion bezat, net als al zijn soortgenoten, een bijna driehoekige schedel van bovenaf gezien en voorzien van achterste verbredingen lijkend op stekels en hoorns. Vergeleken met andere zatracheïden zoals Dasyceps en Acanthostomatops, was Chemnitzion voorzien van een aantal unieke kenmerken, autapomorfieën: de achterkant van de schedel, achter de oogkassen, was extreem kort (ongeveer vijf keer korter dan het deel voor de oogkas); de achterpoten waren lang en sterk, met het dijbeen bijna half zolang als de schedel.

## Fylogenie
Chemnitzion richteri is een vertegenwoordiger van de zatracheïden, een groep temnospondyle 'amfibieën' die waarschijnlijk verwant is aan de voorouders van de huidige echte amfibieën, de Lissamphibia. De Chemnitzion-fossielen werden gevonden in het Chemnitz-bekken, in de Leukersdorf-formatie in Duitsland, en werden voor het eerst beschreven in 2022. Volgens de auteurs van de eerste beschrijving was Chemnitzion een basale vertegenwoordiger van de zatracheïden en vormde een trichotomie met Acanthostomatops en een afgeleide clade bestaande uit Zatrachys en Dasyceps.

## Paleo-ecologie
De omgeving waarin Chemnitzion leefde werd gekenmerkt door dicht bos gedomineerd door boomvarens, reuzenpaardenstaarten, zaadvarens en Cordaitales. De tafonomie van de vindplaats geeft aan dat het dier was overleden na een vulkaanuitbarsting. De resulterende pyroclastische stroom begroef uiteindelijk het organische afval van het bos en de dieren die het bewoonden.